# Адалрик (Гаскона)
Адалрик (на френски: Adalric; на латински: Adelericus, Adelerici; ок. 742 – ок. 800) е от ок. 778 до смъртта си херцог на Гаскона в Западна Васкония от Дом Гаскона, по времето на Каролингите.

## Биография
Той е син на херцог Луп II от Гаскона († сл. 778) (dux Vasconum/princeps).
След смъртта на баща му Адалрик контролира Западна Васкония, Долна-Навара, Беарн и Бигор. Брат му Санчо контролира Източната част. През 788 г. той побеждава Хорсо, дук на Тулуза, който след това е свален от поста му от краля на франките Карл Велики. Адалрик е свален по заповед на Карл Велики и изгонен в Италия, където умира.

## Фамилия
Адалрик се жени и има две деца:
- Химен или Семен I Луп († сл. 814/816), херцог на Васкония (812 – 816)
- Центуло († 812)